# Rabei Osman
Rabei Osman El Sayed El Egipcio (Alazizya-Samnou (Egipto), 1971 es un terrorista yihadista.
Conocido de la justicia internacional, ya en 1999 había sido detenido por la policía criminal alemana. "El Egipcio" había estado muy ligado a Mohamed Atta, uno de los ejecutores de los atentados del 11 de septiembre de 2001 en Estados Unidos.
En España organizó su propio grupúsculo y se mimetizó entre los islamistas más radicales. No le resultó complicado, porque ya era relevante dentro de la estructura de Al Qaida cuando se instaló en Madrid.
Fue considerado presunto autor intelectual o inductor en términos jurídicos de los atentados del 11 de marzo de 2004 en Madrid. Salió de España pocos días antes de la masacre. El 7 de diciembre de 2004 fue extraditado temporalmente a España desde Italia donde estaba pendiente de juicio, y reenviado a Italia el 18 de abril de 2005, en donde fue condenado a 10 años por pertenencia a banda armada. Convivió en Madrid con 'El Tunecino', considerado en ese momento cerebro ideológico de los atentados de Madrid.
A Rabei Osman El Sayed "Mohamed El Egipcio", se le interceptó una llamada en Italia el mismo día de los atentados de Madrid en la que reconocía que "fue todo una idea mía". En el juicio por los atentados del 11 de marzo de 2004 en Madrid declaró "No tengo nada que ver con los atentados de Madrid... nunca, nunca".
La Fiscalía y las acusaciones particulares solicitaron para él un total de 38.962 años de prisión por considerarlo inductor de los atentados, aunque finalmente fue absuelto al no considerarse suficientemente probada su implicación. De la acusación de pertenencia a banda armada, la Audiencia la consideró probada, aunque lo absolvió también por considerar que ya había sido condenado por el mismo delito en Italia. El Tribunal Supremo ratificó la absolución en todos sus términos al resolver en julio de 2008 los recursos de casación presentados.